# Joséphine Jacques-André-Coquin
Joséphine Jacques-André-Coquin, née le 21 septembre 1990 à Aubervilliers, est une escrimeuse française pratiquant l'épée.

## Carrière
Elle débute l'escrime à l'AS Bondy (Seine-Saint-Denis) où elle est toujours licenciée à l'heure actuelle. Elle est formée et entrainée par les maîtres Ignace, père et fils auxquels se rajoute le maître Jacky Fallu.
Elle remporte une deuxième place aux championnats du monde cadettes à Taebaek en 2006.
Joséphine Jacques-André-Coquin termine à la troisième place des championnats d'Europe 2014 disputés à Strasbourg.
Elle remporte la médaille d'argent de l'épée individuelle aux Jeux méditerranéens de 2018.
Elle est la sœur ainée de Lauren Rembi, également membre de l'équipe de France d'épée.